# US Senior Open
Het US Senior Open is een golftoernooi van de Amerikaanse Champions Tour en de Europese Senior Tour. Het telt voor beide Tours als een van de Majors. De eerste editie vond plaats in 1980. De organisatie berust bij de United States Golf Association (USGA). In het begin mochten spelers van 55 jaar en ouder meedoen, maar de leeftijdsgrens is nu 50 jaar, net als de andere senior toernooien. Er mogen ook amateurs meedoen, maar die moeten zich apart kwalificeren. Het toernooi wordt op verschillende banen gespeeld. Alle spelers moeten lopen, alleen met medische indicatie mag een buggy worden gebruikt. Allen Doyle is tot nu toe de oudste winnaar: hij was bijna 58 jaar toen hij in Kansas won.  

## Ouimet Trophy
De prijs die de winnaar krijgt heet de Ouimet Trophy, genoemd naar Francis Ouimet, winnaar van onder andere het US amateurkampioenschap in 1914 en 1931. Hij was bovendien in 1913 de eerste amateur die het US Open won. Het is de oudste trofee die door de USGA wordt uitgereikt.

De oorspronkelijke Ouimet Trophy was van zilver en was het eigendom van 'The Country Club of Brooklyn' waarvan Francis Ouimet eerst caddie en later lid was. In 1894 werd voor het eerst in Amerika een inter-club toernooi georganiseerd door de Tuxedo Club in New York. De Country Club mocht de trofee mee naar huis nemen, hoewel niet helemaal duidelijk is of zijn ook gewonnen hadden. In 1950 werd de zilveren trofee uitgeleend aan het USGA Museum.
In 1980, toen het eerste Senior Open gespeeld zou worden, stelde The Country Club voor deze trofee voor dat toernooi beschikbaar te stellen. Het werd toen de Francis D Ouimet Memorial Trophy genoemd. Roberto De Vicenzo was de eerste winnaar aan wie hij werd uitgereikt. In 1997 liet de USGA een replica maken. De oude zilveren trofee staat weer in het museum.

## Winnaars
In 2009 was het prijzengeld $2.6 million, het hoogste bedrag van alle senior toernooien. De winnaar kreeg daarvan $470,000. De winnaar wordt uitgenodigd voor het US Open van het volgende jaar.
| Jaar | Baan                                     | Plaats                         | Winnaar              | Score | Score |
| ---- | ---------------------------------------- | ------------------------------ | -------------------- | ----- | ----- |
| 1980 | Winged Foot Golf Club, East Course       | Mamaroneck, New York           | Roberto De Vicenzo   | 285   | +1    |
| 1981 | Oakland Hills Country Club, South Course | Birmingham, Michigan           | Arnold Palmer        | 289   | +9    |
| 1982 | Portland Golf Club                       | Portland, Oregon               | Miller Barber        | 282   | –2    |
| 1983 | Hazeltine National Golf Club             | Chaska, Minnesota              | Billy Casper         | 288   | +4    |
| 1984 | Oak Hill Country Club, East Course       | Pittsford, New York            | Miller Barber        | 286   | –2    |
| 1985 | Edgewood Tahoe Golf Course               | Stateline, Nevada              | Miller Barber        | 285   | –3    |
| 1986 | Scioto Country Club                      | Columbus, Ohio                 | Dale Douglass        | 279   | –9    |
| 1987 | Brooklawn Country Club                   | Fairfield, Connecticut         | Gary Player          | 270   | –14   |
| 1988 | Medinah Country Club, Course No. 3       | Medinah, Illinois              | Gary Player          | 288   | par   |
| 1989 | Laurel Valley Golf Club                  | Ligonier, Pennsylvania         | Orville Moody        | 279   | –9    |
| 1990 | Ridgewood Country Club                   | Paramus, New Jersey            | Lee Trevino          | 275   | –13   |
| 1991 | Oakland Hills Country Club, South Course | Birmingham, Michigan           | Jack Nicklaus        | 282   | +2    |
| 1992 | Saucon Valley Country Club, Old Course   | Bethlehem, Pennsylvania        | Larry Laoretti       | 275   | –9    |
| 1993 | Cherry Hills Country Club                | Cherry Hills Village, Colorado | Jack Nicklaus        | 278   | –6    |
| 1994 | Pinehurst Resort, No. 2 Course           | Pinehurst, North Carolina      | Simon Hobday         | 274   | –10   |
| 1995 | Congressional Country Club, Blue Course  | Bethesda, Maryland             | Tom Weiskopf         | 275   | –13   |
| 1996 | Canterbury Golf Club                     | Beachwood, Ohio                | Dave Stockton        | 277   | –11   |
| 1997 | Olympia Fields Country Club              | Olympia Fields, Illinois       | Graham Marsh         | 280   | –8    |
| 1998 | Riviera Country Club                     | Pacific Palisades, California  | Hale Irwin           | 285   | +1    |
| 1999 | Des Moines Golf and Country Club         | Des Moines, Iowa               | Dave Eichelberger    | 281   | –7    |
| 2000 | Saucon Valley Country Club, Old Course   | Bethlehem, Pennsylvania        | Hale Irwin           | 267   | –17   |
| 2001 | Salem Country Club                       | Peabody, Massachusetts         | Bruce Fleisher       | 280   | par   |
| 2002 | Caves Valley Golf Club                   | Owings Mills, Maryland         | Don Pooley           | 274   | –10   |
| 2003 | Inverness Club                           | Toledo, Ohio                   | Bruce Lietzke        | 207   | –7    |
| 2004 | Bellerive Country Club                   | St Louis, Missouri             | Peter Jacobsen       | 272   | –12   |
| 2005 | NCR Country Club, South Course           | Kettering, Ohio                | Allen Doyle          | 274   | –10   |
| 2006 | Prairie Dunes Golf Club                  | Hutchinson, Kansas             | Allen Doyle          | 272   | –8    |
| 2007 | Whistling Straits, Straits Course        | Haven, Wisconsin               | Brad Bryant          | 282   | –6    |
| 2008 | Broadmoor Golf Club                      | Colorado Springs, Colorado     | Eduardo Romero       | 274   | –6    |
| 2009 | Crooked Stick Golf Club                  | Carmel, Indiana                | Fred Funk            | 268   | –20   |
| 2010 | Sahalee Golf Club                        | Seattle, Washington            | Bernhard Langer      | 272   | -8    |
| 2011 | Inverness Club                           | Toledo, Ohio                   | Olin Browne          | 269   | -15   |
| 2012 | Indianwood Golf & Country Club           | Lake Orion, Michigan           | Roger Chapman        | 270   | –10   |
| 2013 | Omaha Country Club                       | Omaha, Nebraska                | Kenny Perry          | 267   | -13   |
| 2014 | Oak Tree National Club                   | Edmond, Oklahoma               | Colin Montgomerie po | 279   | –5    |
| 2015 | Del Paso Country Club                    | Sacramento, Californië         | Jeff Maggert         | 270   | -10   |
| 2016 | Scioto Country Club                      | Columbus, Ohio                 | 11-14 augustus       |       |       |

## Winnaars US Open en US Senior Open
| Speler        | US Open                | US Senior Open |
| ------------- | ---------------------- | -------------- |
| Arnold Palmer | 1960                   | 1981           |
| Billy Casper  | 1959, 1966             | 1983           |
| Gary Player   | 1965                   | 1987, 1988     |
| Orville Moody | 1969                   | 1989           |
| Lee Trevino   | 1968, 1971             | 1990           |
| Jack Nicklaus | 1962, 1967, 1972, 1980 | 1991, 1993     |
| Hale Irwin    | 1974, 1979, 1990       | 1998, 2000     |